# Jeong Sang-eun
Jeong Sang-eun (* 2. April 1990) ist ein südkoreanischer Tischtennisspieler. Er gewann 2017 bei den Asienmeisterschaften die Silbermedaille im Einzel. Er ist Rechtshänder und verwendet den europäischen Shakehand-Stil.

## Werdegang
Der Südkoreaner trat 2013 erstmals bei den Erwachsenen international auf, damals konnte er das Achtelfinale bei den Kuwait Open erreichen.
Bei den German Open konnte er in der Qualifikation Sathiyan Gnanasekaran schlagen. Zudem konnte er bei den Brazilian Open den Topspieler Simon Gauzy schlagen und verbesserte sich somit in der Weltrangliste um über 150 Plätze.
Weitere Auftritte folgten 2014 bei den China Open, wo er im Achtelfinale auf Weltmeister Zhang Jike traf, sich aber mit 0-4 geschlagen geben musste. Bei den Qatar Open konnte er immerhin das Achtelfinale im Einzel erreichen, schlagen konnte Jeong unter anderem Michael Maze.
Bei den Asian Games im selben Jahr konnte er mit der Mannschaft die Silbermedaille gewinnen, im Finale unterlagen sie China. Er selbst traf im Einzel erneut auf Zhang Jike, diesmal verlor er nur mit 2-4.
2015 nahm er mit Lee Sang-su am Doppelwettbewerb der Korea Open teil. Hier kamen sie bis ins Halbfinale, im Einzel verlor er in der Runde der letzten 32. Bei den Qatar Open musste er sich überraschend Andrej Gaćina geschlagen geben, konnte dafür mit der Mannschaft beim World Team Cup Taiwan schlagen und somit ins Halbfinale einziehen. Hier war allerdings gegen die späteren Vize-Sieger (Japan) Schluss. Bei den Hungary Open konnte er zum ersten Mal in ein World Tour Finale einziehen, musste sich aber dort im Entscheidungssatz mit 5-11 gegen Jiang Tianyi geschlagen geben.
Im Jahr 2016 nahm er international nur wenig an anderen Turnieren teil, konnte aber bei der Weltmeisterschaft mit dem Team das Viertelfinale erreichen. Hier unterlagen sie überraschend England mit 2-3.
2017 gelang Jeong dann der internationale Durchbruch: Bei der Asienmeisterschaft im ostchinesischen Wuxi traf er in der dritten Runde auf den Weltmeister und Olympiasieger Ma Long, dieser hatte seit fünfeinhalb Jahren gegen keinen Ausländer mehr verloren. Jeong konnte Ma Long überraschend mit 3-1 schlagen, im Halbfinale wies er zudem Kōki Niwa in die Schranken, im Finale unterlag Jeong dann recht chancenlos Fan Zhendong.
Im Jahr 2018 nahm er dann an den Korea Open teil, musste sich allerdings im Viertelfinale gegen Jang Woojin geschlagen geben. Im Achtelfinale des World Cups traf er auf Shooting-Star Tomokazu Harimoto und unterlag.

## Titel und Erfolge im Überblick
- Silber bei den Asienmeisterschaften 2017 im Einzel; dritter Platz mit der Mannschaft
- Silber bei den Asian Games 2014 mit der Mannschaft
- Silber bei den Hungary Open 2015 im Einzel
- Bronze bei den Korea Open 2015 im Doppel mit Lee Sang-su
- Bronze beim World Team Cup 2015 mit der Mannschaft

## Turnierergebnisse
| Verband | Veranstaltung                | Jahr | Ort          | Land | Einzel     | Doppel        | Mixed | Team          |
| ------- | ---------------------------- | ---- | ------------ | ---- | ---------- | ------------- | ----- | ------------- |
| KOR     | Asienmeisterschaft           | 2017 | Wuxi         | CHN  | Silber     |               |       | Silber        |
| KOR     | ITTF World Tour              | 2018 | Incheon      | KOR  | letzte 16  | letzte 16     |       |               |
| KOR     | ITTF World Tour              | 2017 | Incheon      | KOR  | Halbfinale | Gold          |       |               |
| KOR     | ITTF World Tour              | 2015 | Budapest     | HUN  | Silber     |               |       |               |
| KOR     | ITTF World Tour              | 2015 | Incheon      | KOR  | letzte 32  | Halbfinale    |       |               |
| KOR     | ITTF World Tour              | 2015 | Doha         | QAT  | letzte 32  | letzte 16     |       |               |
| KOR     | ITTF World Tour Grand Finals | 2015 | Lissabon     | POR  | letzte 16  | Viertelfinale |       |               |
| KOR     | World Cup                    | 2018 | Paris        | FRA  | letzte 16  |               |       |               |
| KOR     | World Team Cup               | 2015 | Dubai        | QAT  |            |               |       | Halbfinale    |
| KOR     | Weltmeisterschaft            | 2016 | Kuala Lumpur | MAS  |            |               |       | Viertelfinale |
| KOR     | Weltmeisterschaft            | 2015 | Suzhou       | CHN  | letzte 32  | letzte 16     |       |               |
| KOR     | Jugend-Weltmeisterschaft     | 2010 | Madrid       | ESP  | Halbfinale | Viertelfinale | Gold  | Silber        |